# Behind the Mask (film 1932)
Behind the Mask è un film del 1932 diretto da John Francis Dillon.
È un film horror a sfondo giallo statunitense con Jack Holt, Constance Cummings e Boris Karloff.

## Produzione
Il film, diretto da John Francis Dillon su una sceneggiatura di Jo Swerling e Dorothy Howell e un soggetto dello stesso Swerling, fu prodotto da Harry Cohn per la Columbia Pictures Corporation e girato a dal 2 novembre al 21 novembre 1931. I titoli di lavorazione furono  The Man Who Dared e Secret Service.

## Distribuzione
Il film fu distribuito negli Stati Uniti dal 25 febbraio 1932 al cinema dalla Columbia Pictures.
Altre distribuzioni:
- in Austria (Hinter der Maske)
- in Grecia (O aoratos arhigos)

## Promozione
La tagline è: "A Slinking Fiend - Skulking Terror - Mad Murder!".